# Pouteria belizensis
Pouteria belizensis là một loài thực vật thuộc họ Sapotaceae. Loài này có ở Belize, Guatemala, và México.